# Boian, Noua Suliță
Boian (în germană Bojan sau Bojany, în ebraică בויאן, în rusă Бояны, transliterat: Boianî și în ucraineană Бояни, transliterat: Boianî) este un sat reședință de comună în raionul Noua Suliță din regiunea Cernăuți (Ucraina). Are 4.425 locuitori, preponderent români.
Satul este situat la o altitudine de 158 metri, în partea de sud-vest a raionului Noua Suliță, în apropiere de localitatea Sadagura din regiunea istorică Bucovina. El se află la o distanță de 12 kilometri de orașul Noua Suliță și la aproximativ 20 km de Cernăuți. De această comună depinde administrativ satul Hlinița (Gai).
A fost moșia strămoșească a lui Ion Neculce, cronicarul istoriei Principatului Moldovei în secolul al XVIII-lea.

## Istoric

### Evul Mediu
Localitatea Boian a făcut parte încă de la înființare din regiunea istorică Bucovina a Principatului Moldovei. Conform unei legende locale publicate de profesorul Vasile Bizovi, satul a fost fondat acum 900 de ani într-o poiană de către un pădurar ce se ocupa cu creșterea cirezilor de boi. Poiana s-a extins pe măsură ce codrii au fost defrișați și pe timpul domniei lui Alexandru cel Bun s-a format un sat denumit Marele Boian . În Evul Mediu, drumul comercial care lega orașele Cernăuți și Iași trecea prin sat.
Satul este atestat oficial pentru prima dată într-un document din data de 8 aprilie 1528 dat de către Petru Rareș, domnitorul Moldovei (1527–1538; 1541–1546). Prin acel hrisov, i se întărea pârcălabului Ion Stârcea de Hotin, fratelui său Mihul Stârcea, pârcălab de Cetatea de Baltă și surorii lor, Fedca, nepoții lui Tăbuci cel Bătrân, moșia Marele Boian. Prin hrisovul domnesc din 1 aprilie 1547, domnitorul Iliaș al II-lea Rareș (1546-1551) i-a dăruit diacului Matiaș Stârcea, fiul lui Ion, treimea din sat stăpânită de Mihul, fostul pârcălab de Cetatea de Baltă.
La 3 aprilie 1560, domnitorul Alexandru Lăpușneanu (1552-1561) a dat un hrisov prin care a împărțit satul Boian între copii și nepoții frațior Stârcea. Cele trei părți ale Boianului erau partea de sus (actualul cătun Hlinița), partea de mijloc (pe locul cătunului Hucău) și partea de jos (vatra actualului Boian). În următoarea sută de ani, părțile de mijloc și de jos ale Boianului au fost vândute de mai multe ori, trecând pe la diverși proprietari.
În anul 1636, Isac Stârcea a fost obligat să-i dea vornicului Gavrilaș Mateiaș treimea de sus a Boianului, cu vad de moară, 1/2 Onutul de sus, partea de jos, cu vaduri de moară și satul Lăzanii, ca urmare a faptului că îi furase acestuia „1360 de galbeni, o dulamă de atlas cu blană, o blană de jdier, o blană de spinări de vulpe, un caftan de zarbă cea bună, un caftan de adamască cu jder cu bumbi de mărgăritari, 10 caragie, o sabie ferecetă cu argint, o laduncă ferecată de 20 taleri, un covor nou, o scoarță nouă și alte unelte, și cocia cu bulgarii și hamuri nouă” și nu avea bani să plătească paguba. Doi ani mai târziu, domnitorul Vasile Lupu (1634-1653) i-a întărit lui Mateiaș aceste moșii.
Ca urmare a morții lui Mateiaș, moșiile acestuia au fost împărțite de copiii lui, fiicei sale, Ileana comisoaia, revenindu-i treimea din Boian și a patra parte din Lehăcenii Tăutului. Aceasta, neavând urmași, i-a donat moșia surorii ei, Alexandra, soția vistiernicului Iordache Cantacuzino. Deși ginerele lui Isac Stârcea, Toader, a cerut judecată domnească pentru a recăpăta moșiile socrului său confiscate de domnie, procesul s-a încheiat la 22 mai 1654 prin întărirea dreptului de proprietate familiei lui Iordache Cantacuzino.
În a doua jumătate a secolului al XVII-lea, moșia satului s-a aflat în proprietatea familiei lui Ion Neculce, cronicarul moldovean. Vistierul Neculce, tatăl cronicarului, s-a căsătorit în anul 1670 cu Catrina, fiica boierului Iordache Cantacuzino, unul dintre cei mai bogați boieri din Moldova secolului al XVII-lea. Ca zestre de nuntă, Catrina a primit 21 moșii, printre care și câteva sate din nordul Moldovei (Boian, Cernăuca, Valeva, Chisălău, Pohorlăuți, Prelipcea, Bocicăuți, Grozinți, Vasileuți, a patra parte din satul Lehăcenii Teutului) . Din faptul că întreg Boianul (și nu doar treimea donată de Ileana surorii sale, Alexandra) a fost dat ca zestre cu acest prilej, se poate presupune că spătarul Iordache Cantacuzino cumpărase și celelalte două părți ale Boianului.
În anul 1702, vel aga Ion Neculce împarte moștenirea de la mama sa cu surorile sale, moșia Boian rămânând în proprietatea sa . După fuga din Moldova a hatmanului Neculce ca urmare a pierderii luptei de la Stănilești (1711) și exilul în Rusia, moșia Boian i-a fost confiscată și dată marelui vornic Lupu Costache. În anul 1720 Neculce primește permisiunea de a se întoarce în Moldova și s-a judecat cu fiul lui Lupu Costache, Iordache, convingând divanul domnesc să i se restituie moșia . Stabilit la Boian, el a descoperit că moșia sa era revendicată de către urmașii lui Isac Stârcea, care veniseră cu noi documente. Pentru a stăpâni moșia întreagă, el a cumpărat părțile deținute de moștenitorii lui Stârcea.

### Stăpânirea austriacă
În ianuarie 1775, ca urmare a atitudinii de neutralitate pe care a avut-o în timpul conflictului militar dintre Turcia și Rusia (1768-1774), Imperiul Habsburgic (Austria de astăzi) a primit o parte din teritoriul Moldovei, teritoriu cunoscut sub denumirea de Bucovina. După anexarea Bucovinei de către Imperiul Habsburgic în anul 1775, localitatea Boian a făcut parte din Ducatul Bucovinei, guvernat de către austrieci, făcând parte din districtul Sadagura (în germană Sadagora).
În anul 1775, ca urmare a faptului că Boianul devenise târg de frontieră, au fost instalate aici un punct vamal austriac și un punct de carantină a animalelor. Pe teritoriul satului și-a stabilir reședința Inspectoratul vămilor bucovinene și podolene. În anul 1780, ființau în sat 5 mori, o velniță, un han și două cârciumi. Odată cu anexarea Bucovinei de către austrieci, stolnicul Vasile Neculce care stăpânea moșia satului, a rămas în Moldova, unde îndeplinea funcția de ispravnic al Ținutului Cârligăturii. În anul 1782, el și-a justificat dreptul de proprietate în fața Comisiei austriece de delimitare a proprietăților din Bucovina (înființată în 1781), comisie condusă de colonelul Metzger și din care făceau parte mazilii moldoveni Ion Calmuțchi, căpitan asesor, și Alexandru Ilschi, asesor .
Neputând să-și administreze moșia de la distanță, la 26 aprilie 1792, Vasile Neculce a arendat satul Boian și jumătatea sa din moșia Lehăceni mazilului Ion Calmuțchi, proprietar al moșiei Călinești pe Ceremuș. După ce termenul de arendă s-a încheiat, boierul Vasile Neculce a administrat din nou moșia, prin intermediul unui vechil.
Începând din 1812, în partea de est a satului Boian trecea frontiera dintre Imperiul Rus și Imperiul Habsburgic. În anul 1845, boieriui Neculce au vândut moșia Boian către familia polono-armeană Ștefanovici.
Alegerile din vara anului 1848 pentru Parlamentul de la Viena au dus la alegerea a opt deputați reprezentanți ai Bucovinei, printre care și țăranul român Vasile Cârste din Boian (districtul Sadagura). Acesta era analfabet și vorbea numai limba română, devenind o marionetă în mâinile cercurilor imperiale.
Desființarea rangurilor boierești de către guvernul de la Viena la 26 septembrie 1849 nu a fost urmată de împroprietărirea țăranilor. Pentru a stăpâni pământurile, țăranii erau obligați să plătească despăgubiri moșierului Ștefanovici în rate anuale la o bancă. Datoriile pe care le aveau țăranii le agravau acestora situația economică. În aceste condiții, în anii '60 ai secolului al XIX-lea, zeci de familii din Boian au început să traverseze clandestin frontiera în Basarabia, depunând la sosirea la Hotin jurământ de credință Rusiei și fiind repartizați în diferite localități (în special în cele pustiite de epidemii), unde erau împroprietăriți .
Ca urmare a situației economice precare, unii săteni au început să emigreze în Canada la sfârșitul anilor '80 ai secolului al XIX-lea; în preajma anului 1913, cel puțin 983 persoane părăsiseră satul. Majoritatea emigranților s-au stabilit în provincia Alberta și au fondat acolo un sat cu același nume, Boian.
În perioada Primului Război Mondial, au avut loc lupte crâncene pe linia Boian — Mahala — Rarancea — Toporăuți între armatele țariste și cele austro-ungare. Școlile au fost închise, iar autoritățile publice și-au mutat reședința în localități aflate mai departe de linia frontului. Trupele rusești au intrat în sat la 23 august 1914, jefuind prăvăliile și dând foc la case, iar locuitorii satului (1.000 familii) au fost urcați în vagoane și deportați în Rusia, în regiunile Astrahan și Saratov. În anul 1936, a avut loc reînhumarea osemintelor din cimitirile militare și din mormintele soldățești izolate în cimitirul ortodox din Valea Cosminului, unde a fost amenajat un memorial al eroilor din Primul Război Mondial .

### România Mare
După Unirea Bucovinei cu România la 28 noiembrie 1918, satul Boian a făcut parte din componența României, în Plasa Prutului a județului Cernăuți. Pe atunci, majoritatea populației era formată din români, existând și comunități de ucraineni și de evrei.
Ca urmare a faptului că se afla pe frontieră și prin mijlocul satului a trecut linia frontului, Boianul a fost aproape complet distrus. În următorii doi ani, majoritatea boincenilor care fuseseră deportați în Rusia au revenit la casele lor din Rusia, dar alții nu au mai revenit niciodată. După ce au locuit în primul an în bordeie, ei și-au reconstruit casele și au reparat toate cele 3 biserici din sat .
În perioada interbelică, funcționau aici o judecătorie și o filială a Ligii Culturale .

### Al Doilea Război Mondial
Ca urmare a Pactului Ribbentrop-Molotov (1939), Bucovina de Nord a fost anexată de către URSS la 28 iunie 1940.
Odată cu începerea lucrărilor Comisiei de Repatriere cu sediul la Cernăuți, la începutul anului 1941, nici una dintre cererile depuse de boinceni pentru a trece în România nu a fost aprobată. Ei au încercat atunci să treacă clandestin frontiera în grup la 6 februarie 1941 și din nou la 1 aprilie 1941, dar puțini au fost cei care au reușit acest lucru, ceilalți fiind uciși sau arestați.
În iulie 1941, România a eliberat teritoriile pierdute prin Tratatul Ribbentrop-Molotov. După intrarea trupelor române în sat, unii boinceni i-au scos pe 80 de evrei din case și i-au adus în centrul satului, unde au fost împușcați de soldații români care se aflau în sat. Evreii au fost înmormântați într-o groapă comună, de unde li s-au strămutat osemintele în anul 1976 în cimitirul din satul Stroești .

### Sub administrație sovietică și ucraineană

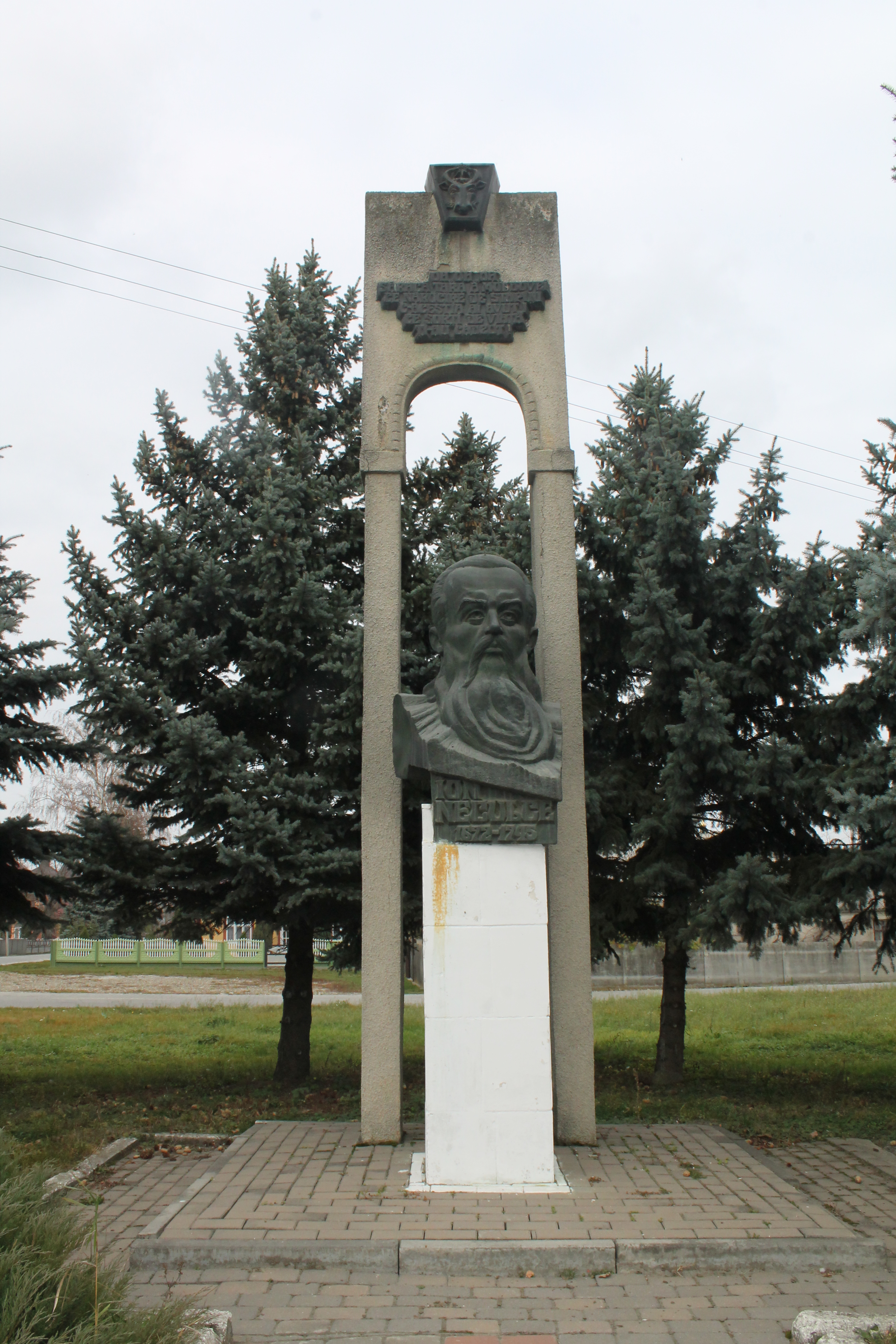
Statuia lui Ion Neculce din Boian

În martie 1944, Bucovina de Nord a fost reocupată de către URSS și integrată în componența RSS Ucrainene. Într-o zi din vara acelui an, au fost adunați în centrul Boianului toți bărbații cu vârste cuprinse între 18 și 40 ani, au fost urcați cu forța în trenuri și duși în lagărele de muncă de lângă Lacul Onega, în apropiere de frontiera URSS cu Finlanda .
În perioada 1946-1947, satul Boian a trecut printr-o perioadă de foamete, ca urmare a secetei și a rechiziționării alimentelor de către Armata Roșie.
Începând din anul 1991, satul Boian face parte din raionul Noua Suliță al regiunii Cernăuți din cadrul Ucrainei independente. Conform recensământului din 1989, numărul locuitorilor care s-au declarat români plus moldoveni era de 3.764 (40+3.724), reprezentând 88,59% din populație . În prezent, satul are 4.425 locuitori, preponderent români.
În prezent, în Boian există trei biserici, două școli (printre care Gimnaziul "Ion Neculce", cu acest statut de gimnaziu în 1990), în care se predă în limba română și o grădiniță de copii în cătunul Hlinița. Aici există un modern hotel ("Bukovinska zirka") - deschis în anul 2003, un supermarket ("Izvorașul") - cu un restaurant ("Prinț") și mai multe magazine, o bază de odihnă ("Soniacina dolîna") - în pădurea Boianului, un parc de distracții ("Zorepad").
În sat funcționează compania "Rodniciok" ("Izvorașul"), înființată în anul 1992 de către doi boinceni, Ion Semeniuc și Nicolai Haucă. Compania producea inițial apă minerală și apă dulce gazoasă, apoi din 1997 a început să producă materiale de construcții (ferestre și usi din aluminiu și PVC, profile și accesorii de aluminiu).

## Demografie
Componența lingvistică a localității Boian
     Română (92,16%)
     Ucraineană (6,33%)
     Alte limbi (1,51%)
Conform recensământului din 2001, majoritatea populației localității Boian era vorbitoare de română (92,16%), existând în minoritate și vorbitori de ucraineană (6,33%).
1989: 4.249 (recensământ)
2001: 4.425 (recensământ)

### Recensământul din 1930
Componența etnică a comunei Boian (județul Cernăuți)
     Români (83,85%)
     Evrei (2,78%)
     Ruteni (1,03%)
     Polonezi (11,19%)
     Altă etnie (1,15%)
Componența confesională a comunei Boian
     Ortodocși (77,34%)
     Romano-catolici (10,98%)
     Mozaici (2,99%)
     Greco-catolici (8,15%)
     Altă religie (0,54%)
Conform recensământului efectuat în 1930, populația comunei Boian se ridica la 4.242 locuitori. Majoritatea locuitorilor erau români (83,85%), cu o minoritate de ruteni (1,03%), una de evrei (2,78%) și una de polonezi (11,19%). Alte persoane s-au declarat: ruși (34 de persoane) și germani (14 persoane). Din punct de vedere confesional, majoritatea locuitorilor erau ortodocși (77,34%), dar existau și mozaici (2,99%), romano-catolici (10,98%) și greco-catolici (8,15%). Alte persoane au declarat: evanghelici/luterani (1 persoană), adventiști (16 persoane) și fără religie (4 persoane).

## Monumente
- Biserica ortodoxă "Adormirea Maicii Domnului" - construită între anii 1830-1838 din piatră și cărămidă în centrul satului, în locul unei alte biserici care fusese ctitorită de cronicarul Ion Neculce. În această biserică, a slujit în perioada martie 1857 - aprilie 1859, preotul Iraclie Porumbescu, tatăl renumitului compozitor Ciprian Porumbescu.

Biserica a fost profanată și jefuită de odoare, în timpul Primului Război Mondial, de către sodații ruși. Ca urmare a donațiilor credincioșilor boinceni, biserica a fost reparată și resfințită la 31 decembrie 1920. După anexarea Bucovinei de Nord de către URSS, autoritățile staliniste au încercat închiderea bisericii ortodoxe române, dar credincioșii s-au opus, amenințând autoritățile că o vor păzi zi și noapte. Un merit deosebit l-a avut și preotul-paroh Boris Țapu, care a păstorit această comunitate timp de peste 50 ani . Lângă biserică se află și un mic muzeu unde se pot vedea darurile boincenilor către sfăntul lăcaș: icoane vechi, cărți vechi de slujbă etc.
- Biserica ortodoxă "Nașterea Maicii Domnului" - După Revoluția de la 1848, în anul 1856, o parte din țărani au început să se răzvrătească împotriva boierului și a preotului ortodox din sat, cărora trebuiau să le presteze diferite clăci. Folosindu-se de acest moment și speculând nemulțumirea țăranilor, preotul greco-catolic Chlibowicki din Sadagura le-a promis țăranilor că le va scoate toate obligațiile. Astfel, un număr de 911 persoane au trecut la greco-catolicism, după cum este arătat și în lucrarea profesorului Simion Reli, Propaganda catolică austriacă împotriva Bisericii ortodoxe române din Bucovina (1928). Conform istoricului Ion Nistor trecerea locuitorilor români din Boian și Rarancea la unirea cu Roma s-ar fi datorat "nemulțumirii cu apucăturile preoților ortodocși".[17]

În 1858 s-a înființat în sat o parohie greco-catolică. Ca urmare a arderii bisericii greco-catolice din lemn la 17 aprilie 1892, s-a trecut în 1896 la construirea unei biserici din piatră și cărămidă. Slujbele s-au ținut până în 1922 în limbile ruteană, română și latină. Din acel an, la rugămintea comitetului bisericesc, s-a trecut la oficierea serviciului divin numai în limba română. Odată cu ocuparea Bucovinei de Nord de către URSS, biserica greco-catolică din Boian a fost închisă și transformată în magazie de cereale. Între anii 1989-1990, ea a fost reparată și transformată de părintele Mihai Jar (cu acordul foștilor credincioși greco-catolici) în mănăstire ortodoxă de maici, în jurisdicția canonică a Mitropoliei ortodoxe a Cernăuților și Bucovinei, care aparține de Patriarhia Moscovei. În prezent viețuiesc aici 64 maici.
- Biserica romano-catolică - construită în perioada 1884-1887 și sfințită la 12 iunie 1887. După ocuparea Bucovinei de Nord de către URSS, biserica a fost închisă și transformată în depozit de lemne și cărbuni, obiectele din biserică (printre care orga, obiectele de cult, clopotele și alte odoare) au dispărut, iar ultimul preot, Bronislav Gobowski, s-a refugiat, împreună cu enoriașii săi, în Polonia. În casa parohială s-a instalat spitalul de sector, iar din 1972 — grădinița de copii. În anul 1989 s-a început restaurarea biserici de către o serie de credincioși catolici poloni din sat. Biserica a fost resfințită în anul 1994.

În apropierea bisericii era o "Casă Polonă" (cabinetul de lectură și ajutor frățesc) cu patru încăperi, construită în 1922 din lemn, lămpaci și draniță și un cimitir polon, cu o suprafață de 50 de ari, care datează din 1887.
- Ruinele sinagogii construite în 1889 și distrusă în timpul celui de al Doilea Război Mondial. În apropiere se află un cimitir evreiesc cu o suprafață de 28 ari.

- Monumentul lui Ioan Neculce - cu un bust al cronicarului
- Monumentul închinat memoriei victimelor opresiunii comuniste, deportați în Onega și Siberia

## Personalități
- en:Yitzchok Friedman (1850–1917), rabin, fondatorul dinastiei hasidice din "Boyan".
- Ion Neculce (1672-1745), cronicar moldovean
- Iraclie Porumbescu (1823-1896) - preot ortodox și om de cultură, paroh la Boian (1857-1859), tatăl compozitorului Ciprian Porumbescu (1853-1883); a decedat la Frătăuții Noi și a fost înmormântat lângă biserica de lemn a satului.
- de:Wilhelm Stekel (1868-1940), medic si psihoanalist evreu austriac născut la Boian.
- Ștefan Nosievici (n. 1.12.1833 Sadagura- 12.11.1869 Suceava), profesor la gimnaziile din Cernăuți (1860-1863) și din Suceava (1863-1869), fondator al Societății Filarmonice din Suceava și dirijor al corului „Sol „ (1867-1869), autor al primului studiu folcloric bucovinean, „Despre cântecul poporal român” (1865), compozitorul cântecului  „Drum bun, toba bate”